# Obelia irregularis
Obelia irregularis is een hydroïdpoliep uit de familie Campanulariidae. De poliep komt uit het geslacht Obelia. Obelia irregularis werd in 1943 voor het eerst wetenschappelijk beschreven door Fraser. 